# 揭示板STOP
揭示板STOP（Keijiban Stop），是臺灣知名的撲克牌遊戲的一種，又以臺語俗稱溪之枋（khe-chi-pang），因其知名，導致臺灣人俗稱撲克牌為溪之枋。
臺灣日治時期的撲克遊戲「Page-One」，很有可能是這個遊戲的原形。

## 玩法
1. 玩家至少要有兩人，首先每個玩家取五張牌，稱「手牌」。剩餘的牌，堆在桌子中間，稱「牌堆」。
2. 由牌堆翻開一張牌，稱為「公牌」。
3. 眾人必須跟隨「公牌」的花色出牌，比如「公牌」是紅心A，大家就只能出紅心。如果「手牌」中沒有同一花色的牌，就必須取「牌堆」中的牌，直到有同樣花色的牌為止。
4. 出牌以A最大、2最小，能夠出最大的牌的玩家，就可以出一張「公牌」。
5. 眾人必須跟隨「公牌」的花色出牌，如果「手牌」中沒有同一花色的牌，就必須取「牌堆」中的牌，直到有同樣花色的牌為止。
6. 輪流到最後，當玩家要打出手牌中的倒數第二張牌時，就要喊出日文「揭示板」[4][5]（Keijiban，佈告欄的意思，臺語諧音溪之枋，khe-chi-pang），告訴所有玩家們，自己只剩一張牌。
7. 打出最後一張牌時，必須喊出「STOP」。